# Schweizerische Nordbahn

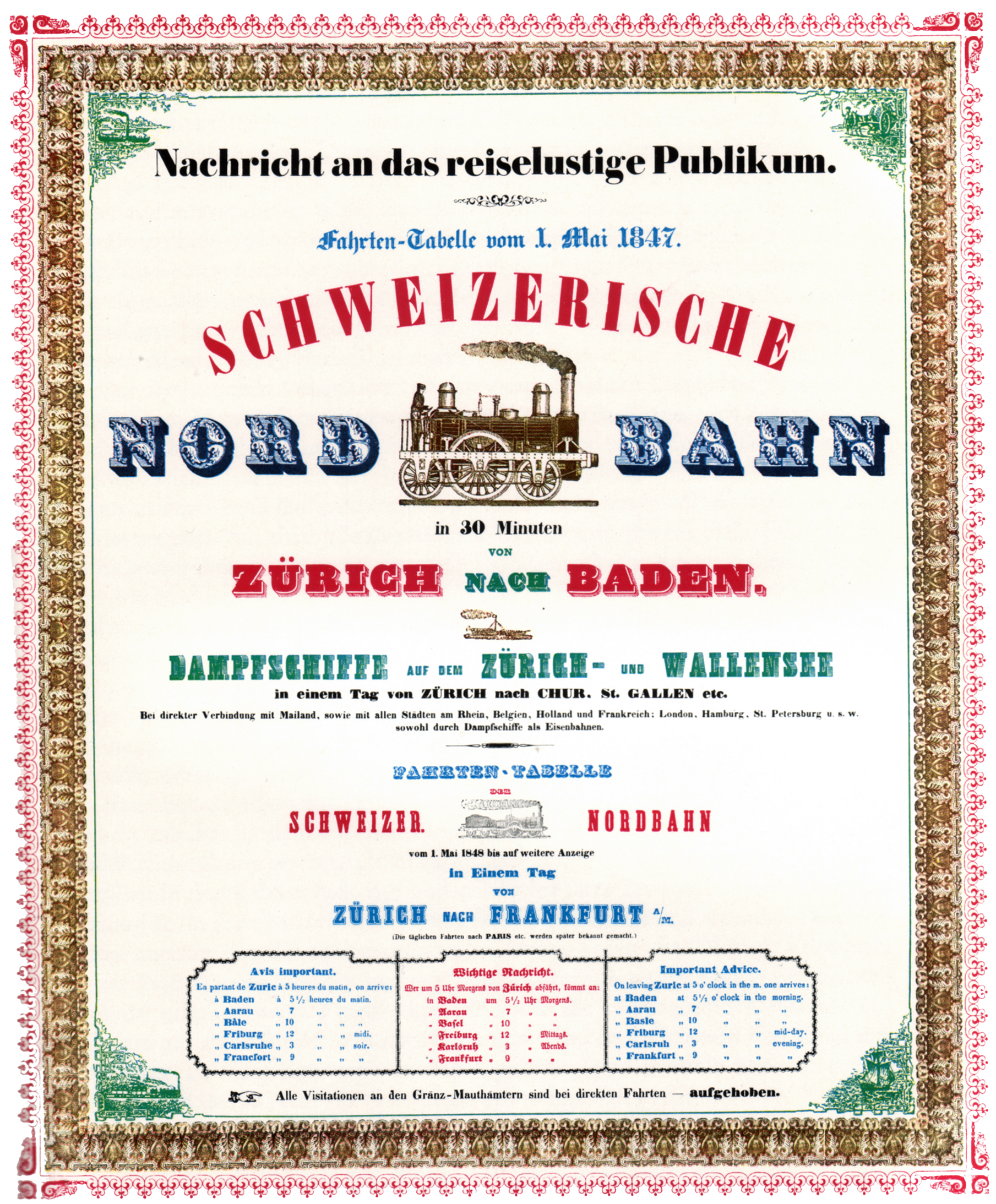
Manifesto e orario del 1847

La Schweizerische Nordbahn (letteralmente "Ferrovia svizzera del nord") era un'antica compagnia ferroviaria privata della Svizzera. Fu fondata, con capitale sociale di 20 milioni di franchi, nella primavera del 1846 con lo scopo di realizzare la linea ferroviaria tra Zurigo e Baden. Confluì, nel 1853, nella società svizzera Schweizerische Nordostbahn.
Il 7 agosto 1847 la linea tra Zurigo e Baden venne inaugurata con quattro corse giornaliere. Venne presto soprannominata Spanischbrötlibahn.
La ferrovia ebbe al suo tempo scarso successo commerciale anche a causa delle guerre e delle rivoluzioni del 1848 nei paesi confinanti; il numero dei passeggeri trasportati diminuì rapidamente anche dopo l'inizio del trasporto merci. Ciò provocò l'annullamento di tutti i progetti che la società aveva di espansione della rete per Lenzburg e Aarau. In seguito all'emanazione della legge federale per le ferrovie nel 1852 si optò per una fusione, con altre società, che fu guidata da Alfred Escher; nel 1853 fu definitivamente assorbita dalla Schweizerische Nordostbahn.